# Выборы в ландтаг Рейнланд-Пфальца 1991
Выборы в ландтаг Рейнланд-Пфальца 1991 года состоялись 21 апреля. При этом впервые был изменён срок полномочий ландтага Рейнланд-Пфальца с четырёх до пяти лет. Кроме того, была введена новая избирательная система, в которой избиратели могли отдать два голоса: национальный и голос за избирательный округ. Правящей партией на этот раз стала Социал-демократическая партия Германии (SPD), в то время как Христианско-демократический союз (CDU) потерял этот статус.

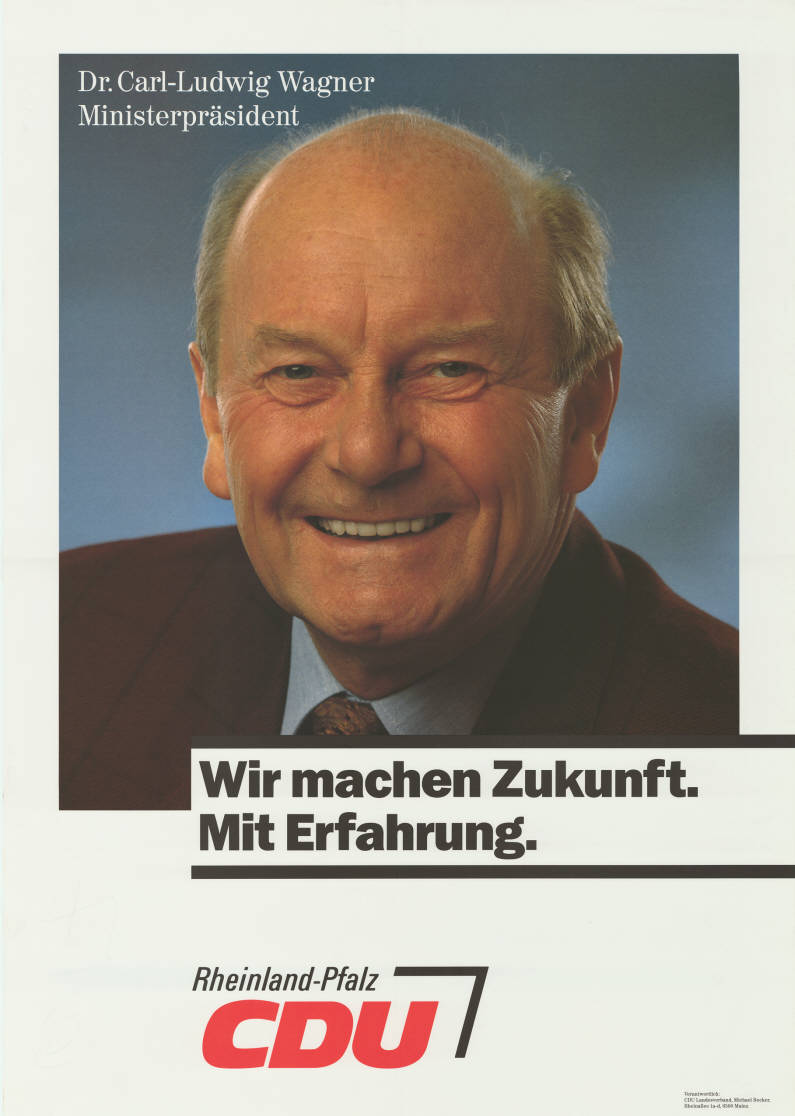
Плакат Христианско-демократического союза (CDU)

## Начальное положение
В феврале 1991 года федеральный канцлер Гельмут Коль, который выиграл на парламентских выборах, нарушил свои предвыборные обещания не повышать налоги из-за объединения Германии. После чего он подвергся критике во многих изданиях, что значительно повлияло на результат выборов.

## Результаты выборов
Распределение мест после выборов 1991 года
Выборы в ландтаг состоялись 21 апреля 1991 года. Участие в выборах приняло 9 партий.
- Общее количество избирателей: 2 928 865;
- Количество явившихся избирателей: 2 163 556;

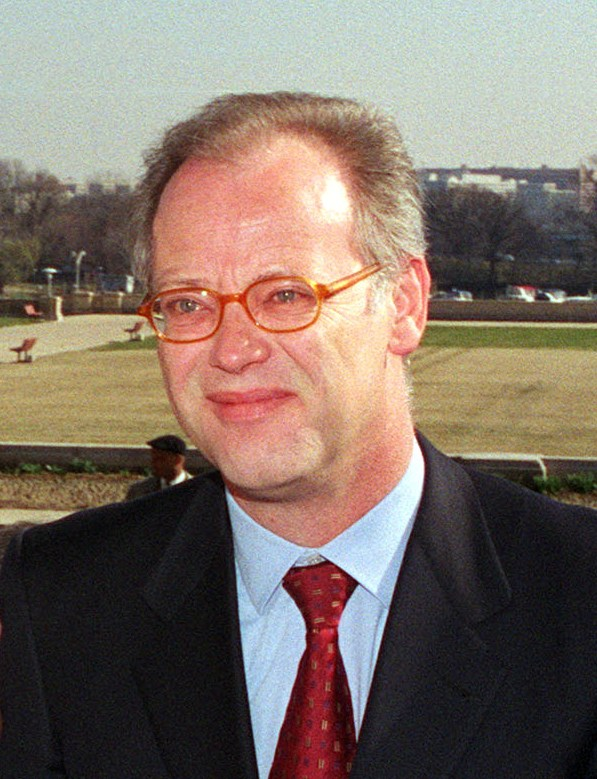
Премьер-министр Рейнланд-Пфальца — Рудольф Шарпинг

- Явка избирателей: 73,9 %;
- Всего мест: 101.

| Партия                      | Партия                                       | Голоса за избирательный округ | Голоса за избирательный округ | Прямые места | Национальные голоса | Национальные голоса | Мест | Изменений |
| --------------------------- | -------------------------------------------- | ----------------------------- | ----------------------------- | ------------ | ------------------- | ------------------- | ---- | --------- |
| Партия                      | Партия                                       | Количество                    | %                             | Прямые места | Количество          | %                   | Мест | Изменений |
|                             | Социал-демократическая партия Германии (SPD) | 978 169                       | 46,31                         | 37           | 951 695             | 44,78               | 47   | ▲7        |
|                             | Христианско-демократический союз (CDU)       | 850 067                       | 40,25                         | 14           | 822 449             | 38,70               | 40   | ▼8        |
|                             | Свободная демократическая партия (FDP)       | 136 734                       | 6,47                          |              | 146 400             | 6,89                | 7    | ▬         |
|                             | Зелёные                                      | 112 378                       | 5,32                          |              | 137 139             | 6,45                | 7    | ▲2        |
|                             | Республиканцы (REP)                          | 12 998                        | 0,68                          |              | 43 480              | 2,05                |      |           |
|                             | Экологическая демократическая партия (ÖDP)   | 16 673                        | 0,79                          |              | 19 355              | 0,91                |      |           |
|                             | Немецкая лига для людей и родины             | 2 184                         | 0,10                          |              | 4 889               | 0,23                |      |           |
|                             | Серые пантеры                                | 616                           | 0,03                          |              |                     |                     |      |           |
|                             | Христианский центр                           | 377                           | 0,02                          |              |                     |                     |      |           |
|                             | Партия библейских христиан                   | 287                           | 0,01                          |              |                     |                     |      |           |
|                             | Независимые кандидаты                        | 1 639                         | 0,08                          |              |                     |                     |      |           |
| Недействительных бюллетеней | Недействительных бюллетеней                  | 51 434                        | 2,4                           | -            | 38 149              | 1,8                 | -    | -         |
| Всего                       | Всего                                        | 2 112 122                     | 100                           | -            | 2 125 407           | -                   | 101  | -         |

## После выборов
Свободная демократическая партия (FDP) впервые стала сильнейшей партией в Рейнланд-Пфальце. Христианско-демократический союз (CDU), который в 1987 году обладал абсолютным большинством, потерял 6,4 процента. Также после выборов сформировалась социально-либеральная коалиция во главе с новым премьер-министром Рудольфом Шарпингом. В итоге, впервые сменилась партийная принадлежность Рейнланд-Пфальца.